# Franz Xaver Schnizer
Franz Xaver Schnizer (auch Schnitzer) (* 13. Dezember 1740 in Wurzach; † 5. Mai 1785 in Ottobeuren) war ein deutscher Komponist und Organist.

## Leben
Schon früh wurde er Chorknabe im Benediktinerstift in Ottobeuren. Hier erhielt er eine musikalische Unterrichtung auf dem Gebiet der Komposition. Daneben wurde er zum Organisten ausgebildet. Nach Ablegen des Ordensgelübdes und der Priesterweihe wurde er im Jahre 1766 Organist im dortigen Stift. Bis zu seinem Tode nahm er neben seinen geistlichen Pflichten außerdem die Funktion des Chorregenten und Musikinstruktors wahr. Er starb 1785 in Ottobeuren.
Schnizer schuf fast ausschließlich geistliche Werke. Dabei handelt es sich um Messen, ein Requiem, Magnificate, Vespern, und Singspiele. Sein kompositorisches Schaffen ist nur fragmentarisch erhalten und heute weitgehend in Vergessenheit geraten. Seine Kompositionen gelangten wohl auch zu seinen Lebzeiten nur zu regionaler Verbreitung. Einige seiner Werke sind nach wie vor unveröffentlicht.

## Werke (Auswahl)
- Sechs Sonaten opus I für Cembalo (Klavier) oder Orgel
- Missa in C-Dur für 4-st. gem. Chor, Orgel und Kontrabass (die Quelle besteht aus sechs Stimmbüchern mit der Bezeichnung: Soprano, Alto, Tenore, Basso, Organo, Violone; kritischer Bericht: Carus 40.649/01)
- Ave maris stella
- Laudate dominum omnes gentes
- Alma redemptoris mater
- Juga et plana
- Regina coeli
- Veni Sancte Spiritus